# Frida (musikalbum)
Frida är Anni-Frid Lyngstads debutalbum från 1971.

## Track listing
1. Tre kvart från nu (bygger på Anton Rubinsteins Melodi för piano op 3:1 F-dur)
2. Jag blir galen när jag tänker på dej (Goin' Out of My Head, utgiven av Little Anthony & The Imperials)
3. Lycka (tidigare inspelad och utgiven av Björn & Benny på deras album Lycka)
4. Sen dess har jag inte sett 'en
5. En ton av tystnad (The Sound of Silence, tolkning av Simon & Garfunkels låt)
6. Suzanne (tolkning av Leonard Cohens låt)
7. Allting skall bli bra / Vad gör jag med min kärlek (Everything's Alright och I Don't Know How To Love Him från Jesus Christ Superstar)
8. Jag är beredd (And I'll Be There)
9. En liten sång om kärlek (Five Pennies Saints)
10. Telegram till fullmånen (tidigare utgiven av Cornelis Vreeswijk)
11. Barnen sover